# 快取文件置換機制
快取文件置換機制（英語：Cache replacement policies）是電腦處理快取記憶體的一種機制。
電腦記憶體空間的大小固定，無法容納伺服器上所有的文件，所以當有新的文件要被置換入快取時，必須根據一定的原則來取代掉適當的文件。此原則即所謂快取文件置換機制。
快取文件置換方法有：
- 先進先出演算法（FIFO）：最先进入的内容作为替换对象
- 最少使用算法（LFU）：最久没有访问的内容作为替换对象
- 最近最少使用算法（LRU）：最近最少使用的内容作为替换对象
- 非最近使用算法（NMRU）：在最近没有使用的内容中随机选择一个作为替换对象
- Belady's algorithm

## 概述
内存的平均引用时间为：
{\displaystyle T=m\times T_{m}+T_{h}+E}
其中
{\displaystyle T} = 内存平均引用时间
{\displaystyle m} = 未命中率 = 1 - (命中率)
{\displaystyle T_{m}} = 未命中时访问主内存需要的时间 (或者在多层缓存中对下级缓存的访问时间)
{\displaystyle T_{h}}= 延迟，即命中时引用缓存的时间
{\displaystyle E} = 各种次级因素, 如多处理器系统中的队列效应
衡量缓存的指标主要有两个：延迟和命中率。同时也存在其他一些次级因素影响缓存的性能。
缓存的命中率是指需要的对象在缓存中被找到的频率。
高效的置换策略会保留较多的实用信息来提升命中率（在缓存大小一定的情况下）。
缓存的延迟是指命中后，从发出请求到缓存返回指定对象所需的时间。
快速的置换策略通常会保留较少的置换信息，甚至不保留信息，来减少维护该信息所需要的时间。
每种置换策略都是在命中率和置换之间妥协。